# Urfjellgavlen
Urfjellgavlen är ett berg i Antarktis. Det ligger i Östantarktis. Norge gör anspråk på området. Toppen på Urfjellgavlen är 2 430 meter över havet.
Terrängen runt Urfjellgavlen är kuperad åt nordost, men åt sydväst är den platt. Trakten är obefolkad. Det finns inga samhällen i närheten. 